# Viktor Claesson
Viktor Johan Anton Claesson, född 2 januari 1992 i Tånnö församling i Jönköpings län, är en svensk fotbollsspelare (mittfältare) som spelar för FC Köpenhamn. Han representerar även det svenska landslaget. Han är bror till Martin Claesson.

## Klubbkarriär
Den 29 juli 2011 värvades Claesson av Elfsborg från hans moderklubb IFK Värnamo; han anslöt dock inte klubben förrän den 1 januari 2012. Den 11 mars 2015 förlängde Claesson sitt kontrakt med Elfsborg fram över säsongen 2018.
I januari 2017 värvades Claesson av ryska Krasnodar, där han skrev på ett 3,5-årskontrakt. Året efter förlängde han kontraktet fram till 2021. Den 5 mars 2022, efter den ryska invasionen av Ukraina, meddelade Krasnodar att hans kontrakt med klubben hade brutits och att han hade släppts från klubben.
Den 30 mars 2022 blev Claesson klar för danska FC Köpenhamn, där han skrev på ett kontrakt över resten av säsongen 2021/2022. I juni 2022 förlängde Claesson sitt kontrakt med fyra år.

## Landslagskarriär
Debuten i det svenska landslaget skedde i en vänskapsmatch mot Bahrain 18 januari 2012.
Det var inte förrän Janne Andersson blev förbundskapten som Claesson blev en startspelare på mittfältet. Han startade i playoff matcherna mot Italien som tog Sverige till VM 2018. Väl i VM startade Claesson i alla Sveriges matcher. 
Claesson var i storform och hade stått för flera starka insatser i landslaget. Mål i tre raka matcher, mot Rumänien, mot Norge och mot Malta. Sen var oturen framme i EM-kvalet mot Spanien 10 juni 2019. Viktor Claesson haltade av och senare skulle det visa sig vara en korsbandsskada. Det tog över ett år innan han kunde göra comeback för Krasnodar i en ligamatch i mitten på augusti 2020.
Claesson var tillbaka i Blågult efter 486 dagar, då han ersatte Ken Sema i den andra halvleken mot Ryssland 8 oktober 2020. Claesson tappade sin startplats på mittfältet i landslaget, men kom in som avbytare i Sveriges samtliga matcher i EM 2020. Han gjorde segermålet i den 94:e minuten, när Sverige besegrade Polen i den sista gruppspelsmatchen med 3-2.
Claesson startade sedan i det följande VM-kvalet och gjorde det avgörande 2-1 målet mot Spanien på Strawberry Arena den 2 september 2021. Claesson fortsatte att vara startspelare i resten av VM-kvalets matcher men blev utan speltid i den avgörande play-off förlusten mot Polen. I EM-kvalet 2023 kom Claesson in som avbytare i 6 av de 8 matcherna, och startade i Janne Anderssons sista match som förbundskapten, i den avslutande EM-kvalmatchen mot Estland, där Claesson även gjorde sitt 15:e mål i landslaget den 19 november 2023.

## Landslagsmål
| Nr  | Datum             | Arena                                      | Motståndare | Mål | Resultat | Tävling                         |
| --- | ----------------- | ------------------------------------------ | ----------- | --- | -------- | ------------------------------- |
| 1.  | 23 januari 2012   | Khalifa International Stadium, Doha, Qatar | Qatar       | 2–0 | 5–0      | Vänskapsmatch                   |
| 2.  | 28 mars 2017      | Estádio do Marítimo, Funchal, Portugal     | Portugal    | 1–2 | 3–2      | Vänskapsmatch                   |
| 3.  | 28 mars 2017      | Estádio do Marítimo, Funchal, Portugal     | Portugal    | 2–2 | 3–2      | Vänskapsmatch                   |
| 4.  | 10 september 2018 | Friends Arena, Solna, Sverige              | Turkiet     | 2–0 | 2–3      | Uefa Nations League B 2018/2019 |
| 5.  | 23 mars 2019      | Friends Arena, Solna, Sverige              | Rumänien    | 2–0 | 2–1      | Kval till EM 2020               |
| 6.  | 26 mars 2019      | Ullevål Stadion, Oslo, Norge               | Norge       | 1–2 | 3–3      | Kval till EM 2020               |
| 7.  | 7 juni 2019       | Friends Arena, Solna, Sverige              | Malta       | 2–0 | 3–0      | Kval till EM 2020               |
| 8.  | 17 november 2020  | Stade de France, Saint-Denis, Frankrike    | Frankrike   | 1–0 | 2–4      | Uefa Nations League A 2020/2021 |
| 9.  | 25 mars 2021      | Friends Arena, Solna, Sverige              | Georgien    | 1–0 | 1–0      | Kval till VM 2022               |
| 10. | 2 september 2021  | Friends Arena, Solna, Sverige              | Spanien     | 2–1 | 2–1      | Kval till VM 2022               |